# Baroniet Stampenborg
Baroniet Stampenborg var et dansk baroni oprettet 11. februar 1809 for Holger Stampe af hovedgårdene Nysø og Jungshoved. Baroniet blev sat under administration i 1904 og opløst ved lensafløsningen i 1924.